# Леонув (Мінський повіт)
Леонув (пол. Leonów) — село в Польщі, у гміні Калушин Мінського повіту Мазовецького воєводства.
Населення — 202 особи (2011).
У 1975-1998 роках село належало до Седлецького воєводства.

## Демографія
Демографічна структура станом на 31 березня 2011 року:
|          | Загалом | Допрацездатний вік | Працездатний вік | Постпрацездатний вік |
| -------- | ------- | ------------------ | ---------------- | -------------------- |
| Чоловіки | 100     | 21                 | 69               | 10                   |
| Жінки    | 102     | 21                 | 60               | 21                   |
| Разом    | 202     | 42                 | 129              | 31                   |